# Need for Speed Payback
Need for Speed Payback ist der 23. Teil der Need-for-Speed-Rennspielserie. Es wurde von Ghost Games entwickelt und von Electronic Arts für Windows, PlayStation 4 und Xbox One am 10. November 2017 weltweit veröffentlicht.

## Handlung
Der Spieler übernimmt die Rolle von drei Fahrern – Tyler Morgan, Sean McAlister und Jessica Miller, die eine Crew bilden. Als Lina Navarro Tyler beauftragt, einen Koenigsegg Regera für Marcus „The Gambler“ Weir zu stehlen, verrät sie die Crew jedoch, woraufhin diese vor der Polizei fliehen müssen. Sechs Monate später schließt sich die zerfallene Crew wieder zusammen, um sich an „The House“, das Silver Rock beherrscht, und Navarro zu rächen. Dafür müssen sie allerdings zahlreiche Racing-Ligas besiegen, um am „Outlaw‘s Rush“, den die besten Fahrern des Landes bestreiten, teilnehmen zu können.

## Gameplay
Das Gameplay von Need for Speed Payback unterscheidet sich kaum von seinen Vorgängern. Im fiktiven Fortune Valley kann der Spieler Autos kaufen und diese mit Tuning-Teilen ausstatten, die er entweder gewinnt oder kauft. Der Spieler kann mit diesen Fahrzeugen an verschiedenen Rennveranstaltungen im Einzel- sowie im Mehrspieler teilnehmen.
Im Gegensatz zum vorherigen Teil verfügt Payback über drei spielbare Charaktere und bietet auch einen 24-Stunden-Tag-Nacht-Zyklus.

## Entwicklung
Im Januar 2016 begann Ghost Games mit der Entwicklung des nächsten Need-for-Speed-Spiels. Dies wurde durch einen Blog Beitrag am 10. Mai 2016 auf needforspeed.com bestätigt. Am 2. Juni 2017 wurde der Reveal-Trailer veröffentlicht.
Das Spiel arbeitet mit der Frostbite-3-Engine von Digital Illusions CE.

## Events
Die verfügbaren Rennevents stehen jedem der drei Charaktere zur Verfügung.
- Abondonad – Der Spieler findet ein verstecktes Auto und muss dieses zu einer Werkstatt bringen
- Bait Crate – Der Spieler muss eine versteckte Kiste finden und muss den Fluchtpunkt erreichen, bevor die Zeit abläuft, ohne dabei von der Polizei verhaftet zu werden
- Circuit – Ein Rennen mit mehreren Runden. Beende die letzte Runde des Rennens auf der ersten Position
- Courier – Erreiche alle Ziele, bevor die Zeit abläuft
- Drag – Gewinne die meisten Runden auf einer Strecke.
- Drift Trial – Erreiche den vorgegebenen Score, bevor die Ziellinie überquert wird.
- Escape Point – Erreiche den Zielpunkt, bevor die Zeit abläuft
- Sprint – Ein Rennen von A nach B. Erreiche die Ziellinie auf der Ersten Position
- Time Trial – Erreiche die Ziellinie, bevor die Zeit abläuft

## Fahrzeuge
| Acura NSX 2017                    | Acura RSX-S             | Aston Martin DB11              | Aston Martin Vulcan            | Audi R8 V10 plus                |
| Audi S5 Sportback                 | BMW M2                  | BMW M3 E46                     | BMW E92 M3                     | BMW M3 Evolution II E30         |
| BMW M4 GTS                        | BMW M5                  | BMW X6 M                       | Buick GNX                      | Chevrolet Bel Air               |
| Chevrolet C10 Stepside Pickup     | Chevrolet Camaro SS     | Chevrolet Camaro Z28           | Chevrolet Corvette Grand Sport | Chevrolet Corvette Z06          |
| Dodge Challenger SRT8             | Dodge Charger           | Ford F-150 Raptor              | Ford Focus RS                  | Ford GT                         |
| Ford Mustang                      | Ford Mustang BOSS 302   | Ford Mustang Foxbody           | Ford Mustang GT                | Ford Roadster                   |
| Ford Roadster - Beck Kustoms      | Honda Civic Type-R 2000 | Honda Civic Type-R 2015        | Honda NSX Type-R               | Honda S2000                     |
| Jaguar F-Type R Coupe             | Koenigsegg Regera       | Lamborghini Aventador Coupé    | Lamborghini Diablo SV          | Lamborghini Huracán Coupé       |
| Lamborghini Murciélago LP670-4 SV | Land Rover Defender 110 | Lotus Exige S                  | Mazda MX-5 1996                | Mazda MX-5 2015                 |
| Mazda RX-7 Spirit R               | McLaren 570S            | McLaren P1                     | Mercedes-AMG A 45              | Mercedes-AMG G 63               |
| Mercedes-AMG GT                   | Mercury Cougar          | Mitsubishi Lancer Evolution IX | Nissan 180SX Type X            | Nissan 350Z                     |
| Nissan Fairlady 240ZG             | Nissan GT-R Premium     | Nissan Silvia Spec-R Aero      | Nissan Skyline 2000 GT-R       | Nissan Skyline GT-R V-spec 1993 |
| Nissan Skyline GT-R V-spec 1999   | Pagani Huayra BC        | Plymouth Barracuda             | Porsche 911 Carrera S (991)    | Porsche 911 Carrera S (993)     |
| Porsche 911 GT3 RS (991)          | Porsche 911 RSR 2.8     | Porsche 918 Spyder             | Porsche Cayman GT4             | Porsche Panamera Turbo          |
| SRT Viper                         | Subaru BRZ Premium      | Subaru Impreza WRX STI         | Volkswagen Beetle              | Volkswagen Golf GTI Clubsport   |
| Volkswagen Golf GTI               | Volvo 242DL             | Volvo Amazon P130              |                                |                                 |

## Rezensionen
Need for Speed Payback erhielt gemischte und durchschnittliche Bewertungen.
Luke Reilly von IGN lobte Electronic Arts für die Reparatur der Probleme des Vorgängers Need for Speed, kritisierte aber die „geskriptete“ Geschichte, das Fehlen von Polizeiverfolgungsjagden während der freien Fahrt und unrealistische Fahrzeugschäden. PC World kritisierte das Spiel für die stark eingeschränkte Anpassbarkeit von Autos, Spielmechanik, fehlende Cockpitansicht und viele weitere Mängel.

„Need for Speed: Payback ist ein Spiel, das mich zutiefst ärgert. Wie kann es nur sein, dass eine so dermaßen nicht nur solide, sondern für das, was es sein will, praktisch meisterhafte Grundlage, so dermaßen von einem chaotischen, entweder langatmigen oder geldgierigem Spielablauf eingeengt wird? Wenn ihr auf der Straße seid, die schöne Grafik zu sattem Sound an euch vorbeifliegt, ihr hart mit der fähigen KI ringt, dann scheint es nichts zu geben, was diesen Moment ruinieren könnte. Ihr tippt wie in guten Ridge-Racer-Tagen die Bremse an, um mit unmöglichen Geschwindigkeiten um unmögliche Kurven zu fliegen und alles passt. Und nach drei Minuten seid ihr zurück, wieder auf der Suche nach mehr ominösen Sammelkarten, in der Hoffnung die zu bekommen, die ihr braucht, um so stussige wie nette Story weiterzuspielen.“

„Eigentlich bringt Need for Speed: Payback alles mit, um ein neuer Serien-Meilenstein zu werden. Endlich wieder richtig spektakuläre Verfolgungsjagden, endlich wieder umfassendes Tuning, endlich wieder das volle Disziplinen-Paket, endlich wieder ein griffiges Fahrverhalten! Da grenzt es fast schon an ein Wunder, wie wenig Payback aus diesen Voraussetzungen macht. Denn was nützt die enorme spielerische Abwechslung, wenn ich einen unfairen Event immer wieder neustarten muss, weil ich in letzter Sekunde einen Fehler mache, aber zwingend Erster werden muss? Was bringt mir das fette Tuning-Paket, wenn ich viele Teile erst mühsam erarbeiten muss? Und was habe ich von der tollen Arcade-Physik, wenn ich sie nur auf einem Bruchteil der Strecken wirklich ausfahren kann?“